# 努儿道剌特
努儿道剌特（?—1503年），克里米亞汗國可汗哈吉·格來之子，曾三次在位(1466–1467、1467–1469、1475–1476)，最後被兄弟明里·格來趕走。
1476年他被趕下台後與另一位兄弟海達爾退往立陶宛，1480年再前往俄羅斯，最後於1503年死於卡西姆汗國的卡西莫夫，遺骨後來運回克里米亞汗國首都巴赫奇薩賴安葬。